# جلان بيل
جلان بيل (بالإنجليزية: Glen Bell)‏ هو رائد أعمال أمريكي، ولد في 3 سبتمبر 1923 في لينووود في الولايات المتحدة، وتوفي في 16 يناير 2010 في رانشو سنتا في ‏ في الولايات المتحدة بسبب نوبة قلبية.

## وصلات خارجية
- جلان بيل على موقع إن إن دي بي (الإنجليزية)